# تپه جوبرآفتاب
تپه جوبرآفتاب، مربوط به دوران پیش از تاریخ ایران باستان است و در شهرستان کیار، شهر دستناء واقع شده است. این اثر در تاریخ ۲۴ فروردین ۱۳۸۲ با شمارهٔ ثبت ۸۲۳۹ به‌عنوان یکی از آثار ملی ایران به ثبت رسیده است.